# Archidiecezja Chieti-Vasto
Archidiecezja Chieti-Vasto (łac. Dioecesis Theatina-Vastensis) – archidiecezja Kościoła rzymskokatolickiego we Włoszech, w regionie kościelnym Abruzja-Molise.
Została erygowana jako diecezja w VI wieku. 1 lipca 1526 została podniesiona do rangi metropolii. W 1986 do nazwy został dodany drugi człon - Vasto.

## Główne świątynie
- Archikatedra: Archikatedra św. Justyna w Chieti
- Konkatedra: Konkatedra św. Józefa w Vasto
- Bazyliki mniejsze:
  - Bazylika Volto Santo w Manoppello
  - Bazylika Matki Bożej Cudownej w Casalbordino-Miracoli

## Arcybiskupi (od 1986)
- Antonio Valentini (1986–1993)
- Edoardo Menichelli (1994–2004)
- Bruno Forte (od 2004)